# هارولد إم. ماكليلاند
هارولد إم. ماكليلاند (بالإنجليزية: Harold M. McClelland)‏ هو ضابط أمريكي، ولد في 4 نوفمبر 1893 في تيفين في الولايات المتحدة، وتوفي في 19 نوفمبر 1965 في واشنطن العاصمة في الولايات المتحدة.